# Georges Jules Moteley
 (avril 2013).
Si vous disposez d'ouvrages ou d'articles de référence ou si vous connaissez des sites web de qualité traitant du thème abordé ici, merci de compléter l'article en donnant les références utiles à sa vérifiabilité et en les liant à la section « Notes et références ».
Georges Jules Moteley, né le 14 juillet 1865 à Caen, mort le 23 avril 1923 au Vésinet est un artiste peintre paysagiste français. 

## Biographie
Élève de l'École des beaux-arts de Paris dans les ateliers de Jules Lefebvre et de Pierre-Désiré Guillemet, élève d'Antoine Guillemet, Georges Jules Moteley a vécu à Clécy et Omonville-la-Rogue.
Dès 1890, il accède à la notoriété avec ses paysages. Il obtient un prix au concours Jouvin d'Allainville, une mention au concours Troyon, une médaille d'or au Salon de Rouen. Il envoie ses tableaux aux Salons parisiens. Plus tard, il obtient la médaille d'or au Salon de Rouen. En 1892, Georges jules Moteley exposa son Vieux Lavoir à Clécy, et obtint une mention honorable et le prix Brizard. Ce tableau est acquis par la ville de Caen. En 1894, il obtient une troisième médaille puis, en 1900, une mention honorable à l'Exposition universelle à Paris, et une seconde médaille en 1902.
Ses œuvres sont conservées au musée des beaux-arts de Caen, au musée Alfred-Canel de Pont-Audemer, au musée des beaux-arts de Dijon, au musée des beaux-arts de Rouen, au musée Baron Gérard à Bayeux, au musée Thomas-Henry à Cherbourg-en-Cotentin (Un grain, La Hague), au Château-Musée de Nemours et au département des arts graphiques du musée du Louvre à Paris.

## Œuvres
- La cloche de Clécy, 1904, Huile sur toile, musée Alfred-Canel de Pont-Audemer

## Expositions
- La galerie Lesomptier de Caen organise une rétrospective de son œuvre en 1927.
- « Esquisses peintes et moments anonymes - Normandie 1850-1950 », au musée des beaux-arts de Caen en 1993.